# パーライト

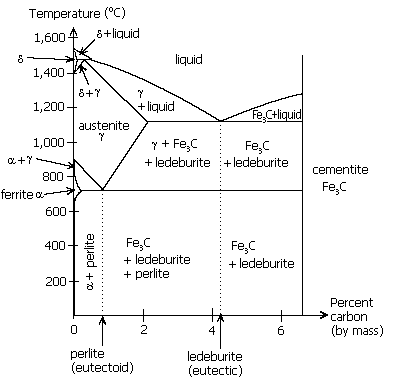
Fe-C状態図

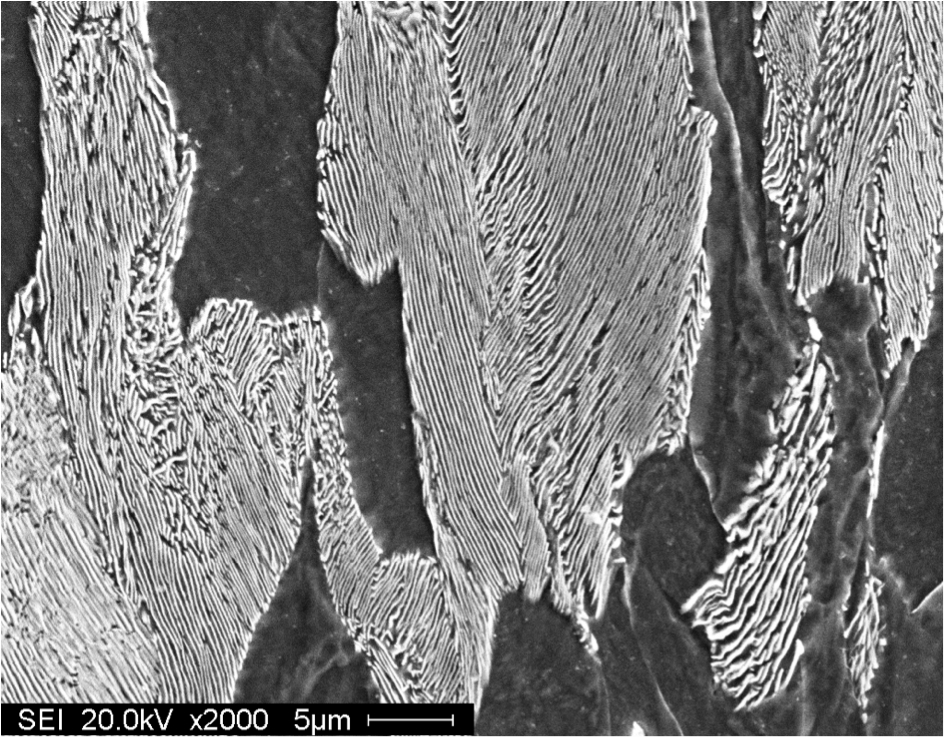
電子顕微鏡で拡大したパーライト

結晶組織の変化

パーライト (英: pearlite) とは、鋼の組織の一種であり、Fe-C状態図において、C=0.77[質量%]におけるオーステナイト領域から温度727℃以下へと徐冷した時に生ずる共析組織である。
非常に薄い板状のフェライトとセメンタイトが交互に並んだ状態で析出する共析反応によって形成された層状の組織である。その厚さは冷却速度が速いほど薄くなる。また、冷却速度が極めて速いと、マルテンサイトや残留オーステナイトとなる。

## 名称
光沢が真珠（パール）に似ているため、パーライトと称される。イギリスの顕微鏡学者ヘンリー・ソービーにより命名された。金属組織学上では、共析晶と呼ばれる。
組織全てがパーライトのみで出来た鋼を共析鋼（きょうせきこう、英語：eutectoid steel）という。
現在ではあまり使用されないが、波打ち際の砂模様に似た組織であることから、日本の冶金学者本多光太郎による波来土という漢字の当て字がある。

## 炭素量の違いによる変化
共析鋼より、炭素量が少ない物を亜共析鋼、多い物を過共析鋼と呼ぶ。柔らかいフェライトと、硬いセメンタイトの割合変化によって、鋼材としての性質が変化する。
亜共析鋼（英語：hypoeutectoid steel）
炭素量0.77[質量%]以下では、初析フェライトとパーライトが混じった組織となる。
機械構造用炭素鋼、比較的炭素が多い物は工具鋼に利用される。
過共析鋼（英語：hypereutectoid steel）
炭素量0.77[質量%]以上では、初析セメンタイトとパーライトが混じった組織となる。
工具鋼に利用される。